# 왕도의 개
《왕도의 개》(일본어: 王道の狗 오오도노 이누[*])는 야스히코 요시카즈의 만화 작품이다. 《미스터 매거진》 1998년 1호에서 2000년 3호까지 연재되었다. 단행본은 동 잡지를 발행하는 강담사에서 전 6권으로 발매했다가, 이후 백천사에서 개정증보판을 전4권으로 발매했다. 메이지 시대 중기에서 말기의 일본·조선·청나라를 무대로, 치치부 사건에서 청일전쟁을 거쳐 삼주전 봉기에 이르는 동아시아의 역사와, 거기에 농락당하는 인간군상들의 운명을 그려냈다. 2000년, 제4회 일본 문화청 미디어예술제 만화 부문 수상작.
본작은 ‘왕도’를 목표로 하는 주인공 카노 슈스케와 ‘패도’에 마음을 빼앗긴 카자마 이치타로의 대립을 중심으로, 메이지 시대의 일본 대외 정책이 묘사되어 있다. 저자 야스히코에 의하면, 왕도와 패도의 대립이라는 작품 내 도식은 ‘독자가 알기 쉬운 이야기를 해달라’는 출판사 측의 요구에 따른 것으로, 왕도의 측에 카츠 카이슈, 패도의 측에 무츠 무네미츠를 배치하는 구상은 작가 자신의 아이디어이고, 카노와 카자마라는 가공인물을 통해 이야기를 풀어가는 것은 편집부 측의 아이디어라고 한다. 야스히코 본인은 왕도와 패도라는 도식으로 현실 세계를 단순화할 수는 없으며, 그 명확한 경계선이 존재하는지 확신할 수 없다고 밝히고 있다.
연재 잡지인 《미스터 매거진》이 2001년에 휴간하는 바람에, 작품 종반은 상당히 급전개가 되어 버렸지만, 2004년에서 2005년 사이에 백천사에서 재간한 4권짜리 개정증보판에서는 제31화와 제47화가 새로이 가필되는 등 대폭 수정이 가해졌다. 완전판의 각 권에는 후배 작가인 츠루타 켄지, 모리 카오루, 히라노 코우타, 쿠메타 코우지의 추천사가 실려 있다.

## 줄거리
1884년(메이지 17년) 11월 1일, 사이타마현 치치부 군의 무쿠 신사에서 자유민권운동을 신봉하는 곤민당 세력이 봉기한다. 만여 명으로 늘어난 봉기군이 치치부 분지 일대를 점거하는 치치부 사건이 일어난다. 그보다 며칠 전, 자유당의 오오이 켄타로는 우지이에 나오쿠니를 보내 분위기를 진정시키려 했지만, 우지이에 본인이 분위기에 휩쓸려 봉기를 선동하고 만다. 결국 곤민당은 자유당을 비롯해 그 어느 세력에게도 도움을 받지 못한 채 전멸에 처한다. 이 사건은 국회 개설로 인해 투쟁 목표를 잃은 자유당이 꾸민 정치공작의 결과물이었다. 2(乙)번 대대장을 맡았던 이이즈카 모리조는 어디론가 도주하고, 주인공 카노 슈스케는 우지이에와 함께 상경해 오오이를 만난다. 자신들에게 격하게 화를 내는 오오이를 보고 카노는 과격 민권운동이 과연 옳은 일인지 의문을 품는다. 한편 12월에는 조선에서 김옥균 일파가 쿠데타를 일으켰다가 실패하고 일본으로 망명한다(갑신정변).
이듬해인 1885년, 자유당계 과격운동가들이 폭열탄을 이용해 테러를 일으키고 김옥균을 앞세워 조선으로 건너가려는 계획을 세우는 오사카 사건이 발발한다. 오오이 켄타로와 카게야마 히데코 등 운동가들이 이로 인해 체포되고, 이들과 함께 있던 카노는 구사일생 도망친다. 고향으로 가기 위해 어느 상인에게 구걸을 하던 카노는 상인의 폭력적인 행동에 우발적으로 그를 식칼로 찌르고, 사상범이 아닌 단순 강도범으로 체포당한다. 홋카이도 이시카리 도로 건설 현장에서 노역을 하던 카노는 1889년 가을에 동료 죄수 카자마 이치타로와 함께 탈주한다. 족쇄가 묶인 채 도망가던 두 사람은 아이누인 사냥꾼 니시테에게 구조되어 구사일생으로 목숨을 건진다. 호로카 계곡에 사는 아이누 노파 키피히에게 받은 아츠토시를 입고, 둘은 아이누인 행세를 하기로 하고, 노파의 실종된 두 아들의 이름, ‘쿠완’과 ‘키무이’를 각각 사용한다.
카노와 카자마, 니시테는 사냥한 가죽을 팔러 도시로 나갔다가 일본인 상인의 부당한 가격 후려치기에 항의하다 폭행을 당한다. 지나가던 타케다 소카쿠가 합기도로 상인의 부하들을 모두 때려눕힌 뒤 제값을 받을 수 있게 도와준다. 니시테에게 지역에 인망이 높은 토쿠히로 마사테루에 대한 이야기를 들은 타케타가 합류하여 넷이 토쿠히로를 찾아간다. 토쿠히로는 본래 토사 번의 무사였으나 현재 홋카이도 개척농민이 되었다고 자신을 소개한다. 그날 밤, 야쿠자 패거리가 토쿠히로의 농장을 습격하자 타케다는 수건 한 장으로 그들을 모두 제압한다.
다음날 아침, 토쿠히로의 방 마루에서 〈민권자유론〉이라는 책자를 발견한 카노는 책 내용을 살펴보다가 아이누인이 아님을 토쿠히로에게 간파당하고, 맞아 죽을 뻔 한다. 카자마가 토쿠히로의 아이누인 처제 타키에게 자신들이 자유민권운동을 하던 운동가였음을 밝히자 토쿠히로는 오해를 푼다. 토쿠히로는 농장을 둘러보면서 카노에게 《맹자》를 인용하면서 ‘왕도’의 중요성을 이야기한다. 니시테가 결혼하려고 점찍어 두었던 아이누 처녀 치요가 그 아버지의 빚 때문에 도시로 팔려가자 분노한 니시테는 치요를 쫓아가지만, 이미 늦어 치요는 배에 타서 끌려가 버렸다. 옆에서 지켜보던 일본인이 건방지게 훈수를 놓자 니시테는 그동안 억압받은 감정들이 폭발하여 그 일본인을 때려 죽이고 감옥에 간다. 니시테가 체포당하자 카노는 타케다를 찾아가 “어두운 길이라도 좋으니, 천하의 왕도를 걷는 개가 되고 싶다”면서 그의 대동류 합기유술을 전수해 줄 것을 청한다.
매일같이 타케다를 찾아가 무술을 배우던 카노는 어느 날 갑자기 타케다가 떠나 버리자 낙심한다. 그러다 우연히 충수염에 걸려서 다 죽어가는 이이즈카를 만나게 되고, 토쿠히로에게 데리고 가서 치료를 받게 한다. 이이즈카와 동행하고 있던 금광 야바위꾼 타카라베 카즈마는 이이즈카가 움직일 수 없게 되어서 금광을 찾기 글렀다고 불평한다. 그러자 카자마가 기다렸다는듯이 자신이 대신 따라가겠다고 나선다. 카노와 이이즈카가 토쿠히로의 농장 일을 거드는 사이, 탈주범 신세에 질린 카자마는 홋카이도 산속에서 타카라베를 살해하고 그 신분증명서를 가로챈다. 카자마는 농장에 돌아와서 타카라베가 곰에게 잡아먹혔다고 주장하지만, 카노와 토쿠히로는 카자마가 타카라베의 옷을 입고 온 것을 보고 카자마가 타카라베를 해쳤음을 눈치챈다.
토쿠히로는 카자마의 사악한 성격을 간파하고, 카노에게 그와 결별할 것을 요구한다. 한편 같은 시각, 카자마는 마굿간에서 토쿠히로의 아이누인 처제 타키와 성관계를 갖는다. 카자마는 훗날 출세해서 반드시 데리러 올 테니, 일본 본토로 가는 배 시간을 알아봐 달라고 타키를 부추긴다. 카노가 카자마에게 토쿠히로의 말을 전하고, 카자마는 타키의 도움으로 일본 본토로 떠난다. 10월 18일, 동경 카스미가세키에서 현양사 멤버 쿠루시마 츠네키가 외무대신 오오구마 시게노부에게 폭열탄을 투척하고 자살한다. 오오구마 대신은 한쪽 다리를 잃는다. 소식을 들은 이이즈카는 현양사의 수괴 토야마 미츠루는 오오이 켄타로와 친분이 있다면서, 자유당계의 연루 가능성을 제기하고 쿠로다 내각이 붕괴할 것이라고 예측한다. 한편, 카노는 호로카 계곡을 다시 찾지만 키피히의 오두막은 무너져 있었고, 인적도 찾을 수 없어 슬퍼한다.
토쿠히로는 나가야마 타케시로 홋카이도청 장관이 카노를 보고 싶어한다는 소식을 전하고, 선택을 요구한다. 한편 타키는 카자마를 따라가겠다며 카노에게 함께 삿포로에 데려가 달라고 떼를 쓰다가 형부인 토쿠히로에게 뺨을 맞는다. 고민하던 카노는 토쿠히로를 따라 나가야마 장관을 만나러 삿포로로 나서고, 타키도 억지로 동행한다. 세 사람은 가던 길에 유황 광산에서 노역을 하다 탈주한 좀도둑 지로키치 토리조와 조우하고 일행이 된다. 일행은 중간에 시베차 온천에 들러 여독을 푼다. 그날 밤, 타키는 남탕에 들어와 왜 스스로에게 솔직하지 못하냐고 카노에게 윽박지르고, 그를 덮쳐 강제로 관계를 가진다. 다음 날, 쿠시로의 공장에 취직한 타키를 뒤로하고, 토쿠히로와 카자마는 삿포로행 배를 탄다.
카노를 만난 나가야마는 타케다 소카쿠에게 추천을 받았다면서, 어느 높으신 분의 경호를 하지 않겠냐고 제안한다. 타케다와 재회한 카노는 삿포로 농학교에서 열린 무술대회에 참가한다. 그리고 무술대회 방청객으로 찾아온 김옥균과 와다 엔지로를 발견하고, 나가야마가 말한 높으신 분이 김옥균을 말하는 것이라는 것을 알게 된다. 오사카 사건 이후 김옥균에 대해 운명적 유대감을 갖게 된 카노는 김옥균의 경호직을 맡기 위해 무술대회에서 전력을 다하지만, 준결승전에서 유생심안류 권법가 오노데라 쥬고에게 처참하게 패배한다. 화장실에서 피를 닦던 카노에게 직접 찾아온 김옥균이 “보통 일본인과 다른 점이 마음에 든다”면서 자신의 경호원으로 삼는다.
1890년(메이지 23년) 1월, 주미 일본 공사 무츠 무네미츠가 요코하마 항을 통해 귀국한다. 무츠는 후루카와 재벌 총수 후루카와 이치베에를 통해 ‘타카라베 카즈마’로 신분을 세탁한 카자마를 만나 자신의 부하로 삼는다. 한편, 카노는 김옥균과 함께 동경으로 떠난다. 무츠는 추밀원 의장 이토 히로부미 및 전임 외무대신 이노우에 카오루를 압박해 농상무대신 자리를 얻어내고, 불평등 조약 개정을 위해서 일본이 강대국임을 과시할 필요가 있으며, 이를 위해 청나라와 전면전쟁을 일으킬 것을 제안한다.
조선에서 건너온 자객 이일직의 부하는 오노데라를 만나 김옥균 납치 및 김옥균의 주변 인물 살해를 의뢰한다. 둘의 대화내용을 엿듣던 토리조는 그들을 미행하다가 발각당해 오노데라에게 얻어맞고 중상을 입는다. 자객은 김옥균에게 경고만 하고 물러나고, 다음날 타케다는 스승 사이고 타노모가 불렀다면서 카노 일행과 헤어진다. 헤어지면서 타케다는 자신의 단도 ‘마사이에’를 카노에게 선물한다. 하코다테에 도착한 김옥균은 두 집 살림을 차리고 있는 유녀 코유키를 데리러 가겠다며 사창가로 가 버리고, 카노가 센다이행 배시간을 알리러 김옥균을 따라간 사이 오노데라가 엔지로를 납치한다. 카노는 하코다테의 유녀가 된 타키와 재회하고, 아직도 카자마를 못 잊는 그녀를 보고 착잡해한다. 엔지로를 구하러 간 카노는 합기도로 오노데라를 제압하고, 타케다의 애도 마사이에로 끝장을 내 버린다. 그날 밤 타키를 다시 찾아간 카노는 이번에는 자신이 타키를 덮쳐 관계를 가진다. 카노는 홋카이도를 뒤로하면서 타키에 대한 감정을 정리한다.
동경에 도착한 김옥균은 유배 신세나 다름없었던 홋카이도 생활을 무슨 유람 여행을 갔다 온 것처럼 왜곡하는 일본 언론의 행태에 분노한다.김옥균은 권유 내지 압박을 받아들여 온천으로 요양을 간다. 고향이 가까운 히라츠카를 지나자 카노는 김옥균에게 청하여 잠시 기차를 내린다. 도중에 이일직의 부하에게 미행을 당하지만, 기지를 발휘해 따돌리고 고향집에 도착한다. 카노는 누이와 남동생을 만나지만, 울면서 자신의 형은 이미 죽었다는 동생을 보고 부모님도 만나지 못한 채 쓸쓸히 발길을 돌린다. 박영효와 합류한 김옥균은 경응의숙(현 게이오 대학)의 후쿠자와 유키치를 만나러 간다. 후쿠자와는 조선의 근대화와 자주독립은 이미 글렀다며 김옥균을 윽박지른다. 카노는 후쿠자와에게 《학문의 권장》에서 ‘하늘은 사람 위에 사람을 만들지 않았고, 사람 아래에 사람을 만들지 않았다’고 했으면서, 조선이나 아이누는 선진국 국민보다 열등하다고 말하는 이유가 뭐냐고 따진다. 후쿠자와는 “그러니까 학문을 익혀서 실력을 기르라”는 무책임한 말만 늘어놓을 뿐이다.
이어 김옥균 일행은 카츠 카이슈를 찾아간다. 카츠는 후쿠자와와 반대로 김옥균 일행에게 여러 가지로 충고를 해 준다. 하지만 카츠의 경박한 태도와 비꼬는 듯한 표현을 견디지 못한 김옥균은 자리를 박차고 카츠 저택을 나가 버린다. 다른 일행들이 김옥균을 따라 나서자 카츠는 카노를 불러세워 ‘어디서 본 것 같다’고 말한다. 카츠 저택을 떠난 일행은 목적지인 이카호 온천으로 향한다. 온천장에서 여독을 풀던 일행은 당시 지방의회 의원이던 타나카 쇼조와 조우한다. 타나카는 구리광산 실태를 감찰하러 온 농상무성 관리가 피해 당사자인 농민들은 만나지도 않은 채 광산 회사에게 접대를 받고있다는 소식을 듣고 분노해서 접대 장소인 온천장에 쳐들어온 것이다. 카노는 타나카를 피해서 도망가던 농상무성 관리, 카자마와 재회한다.
다음 날, 아시오 구리광산을 살펴보러 간 카노는 광독으로 농사를 짓지 못하게 된 농민들이 울부짖는 것을 보고 카자마에게 항의하다가 관리 모독죄로 체포된다. 광산 감찰을 계속하던 카자마는 미리 뇌물을 받았기 때문에 순 엉터리로 보고서를 작성하다가 타나카에게 그 현장을 들키고 두들겨 맞는다. 폭행죄로 유치장에 들어온 타나카는 카노와 ‘올바른 길’에 대한 이야기를 나눈다. 다음 날, 카자마는 카노를 불러내 김옥균을 버리고 자신과 함께 무츠의 밑으로 들어갈 것을 제안하지만 카노는 일언반구 거절하고, 얼마 뒤 동경 이시카와지마 감옥으로 송치된다. 취조도 하지 않고 미결수로 가둬 놓기만 하는 처사에 지쳐가던 카노는 박영효의 부탁을 받은 카츠 카이슈의 도움으로 석방된다.
자기 저택으로 카노를 데리고 온 카츠는 카노를 보고 예전의 사카모토 료마가 떠올랐다면서, 일본을 전쟁과 광기로 몰아넣으려는 정치꾼들의 음모를 쳐부수는 데 나서지 않겠냐고 제안한다. 카츠는 카노와 함께 이시카와지마 조선소로 가서 히라노 토미지를 만나 카노에게 신형함 ‘아지아마루’를 인도한다. 카츠의 계획은 청나라의 실력자 이홍장과 접촉하여 조선에서 섭정을 하고 있는 원세개를 몰아내고 김옥균을 복권시켜 동아시아 3국 간의 균형을 맞춘다는 것이었다. 카노가 석방되었다는 소식을 들은 김옥균은 카노를 카츠 곁으로 보낸다. 카노는 엔지로에게 “다음에 조선에서 뵙겠다”고 김옥균에게 전언을 남긴다.
한편, 카츠의 계획을 대강 입수한 무츠는 카자마를 시켜 카노가 타게 될 신형함 준수식의 방해공작을 벌인다. 카노는 조선소에서 재회한 토리조의 도움으로 배의 반목 밑에 다이너마이트를 매설하던 자들을 붙잡고, 천만다행으로 뇌관만 터지고 폭탄은 해체된다. 카츠의 진수식에는 무츠를 포함하여 각 성 대신들을 비롯한 고관들이 초대된다. 카츠는 그들 앞에서 “조선도 중국도 모두 정든 이웃으로, 앞으로는 과거 이상으로 더욱 서로를 소중히 여겨야 한다”고 연설한다. 동시에 카자마가 물속에서 폭탄을 터뜨리려 했지만, 카노가 몸을 던져 막아 배의 전복을 막는다. 임무를 실패한 카자마는 미국으로 떠나고, 카노는 카자마에게 타키가 아직 카자마를 잊지 못하고 있으니, 그녀를 데리고 가라고 말한다.
1893년(메이지 28년), 카노는 중국으로 건너가 비밀결사 삽합회에 가입한다. 조선에서는 방곡령으로 인해 일본에 배상해야 할 6만 냥이 남아 있는데도 80만 냥을 들여 관등제와 불꽃놀이를 하며 사치를 부리는 고종과 민비 때문에 원세개가 혈압을 올린다. 카노는 인천 앞바다에서 원세개의 어용선을 침몰시키고 상해에 정박한다. 상해에서 쫓기는 몸이 된 손문과 만난 카노는 손문을 광주까지 데려다 주기로 한다.
손문과 함께 항해하던 도중, 아지아마루는 북양함대 기함 정원호의 검문에 걸린다. 총병 유보섬에게 취조당하던 카노는 뜻밖에도 정원호에 승선하고 있던 이홍장을 만나게 된다. 카노는 이홍장에게 카츠의 뜻을 전하고, 이홍장 역시 선선히 동의한다. 카노는 기뻐하며 일본으로 돌아갔지만, 다른 꿍꿍이가 있던 이홍장은 양자 이경방을 시켜 무츠와 접촉한다. 무츠는 일본 영토 안에서 일을 벌이지 않을 것을 조건으로, 김옥균을 청나라와 조선 측에 넘겨주기로 한다.
1894년(메이지 27년), 일본에 돌아온 카노는 카츠에게 지금까지의 경과를 보고한다. 카츠는 이홍장의 말을 전해듣고 왠지 석연치 않아 한다. 카노는 김옥균을 만나러 갔지만, 김옥균은 이미 이홍장을 만나기 위해 상해로 출발하여 만날 수 없다. 돌아오는 길에 우연히 카게야마와 재회한 카노는 카게야마와 함께 오오이의 연설을 들으러 간다. 카게야마는 한때 오오이와 동거하며 그의 아이까지 낳았지만 버림받았다고 분통을 터뜨린다. 오사카 사건은 우국과 애국의 뜻에서 행한 의거였다는 궤변을 늘어놓는 오오이를 지켜보던 카노는 연단 위로 올라가 오오이의 뺨을 날려 버리고, 당신은 스스로의 야심을 이루기 위해 사람들을 선동할 뿐이라고 일갈한다.
카게야마와 헤어진 카노는 이일직의 부하에게 습격을 당하지만 역으로 제압한다. 자객이 혀를 깨물고 자살하자 카노는 김옥균이 덫에 걸렸다는 것을 간파하고 아지아마루로 급히 상해로 향한다. 3월 27일, 김옥균이 탄 사이쿄마루가 상해에 입항한다. 3월 28일, 일본 호텔 동화양행에서, 김옥균과 동행한 조선인 홍종우는 조용히 조선 옷을 차려입는다. 김옥균의 배멀미 때문에 엔지로가 의사를 부르러 간 사이, 홍종우는 김옥균의 객실에 들어가 육혈포로 김옥균의 뺨을 저격, 사살한다. 피투성이가 된 채 쓰러진 김옥균을 본 엔지로는 오열한다.
3월 29일, 홍종우가 조선으로 송환되고, 동시에 김옥균의 관도 도둑맞는다. 뒤늦게 상해에 도착한 카노가 김옥균의 유체를 되찾기 위해 삼합회 연줄을 동원하여 장강에 배를 띄우지 못하게 막지만, 이홍장은 군함을 통해 김옥균의 관과 홍종우를 조선으로 전한다. 김옥균의 시체를 받은 민비는 시체를 능지처참한 뒤 양화진에 효수하여 운현궁의 흥선대원군이 볼 수 있게 하라고 주문한다. 조선에 건너온 카노는 김옥균의 머리카락을 뜯어낸 뒤 복수를 결심한다.
일본에서는 지금까지 김옥균의 원조 요청을 줄곧 무시해 온 정치인들이 김옥균의 복수를 해야 한다면서 청나라와의 전면전쟁을 선동한다. 참모차장 카와가미 소로쿠는 현양사를 이용해 조선의 동학당을 지원하여 조선에 내란을 일으키고, 이를 빌미로 청나라가 조선에 파병하면 톈진 조약에 의거하여 일본도 군사를 파병한다는 계획을 꾸민다. 한편, 카노는 민씨 정권을 타도하기 위해 전봉준과 접촉하여 그에게 메트포드 소총을 비롯한 신식 무기를 지원해준다. 동학군은 ‘제세안민, 진멸권귀’의 구호를 부르짖으며 전주로 진격하여 5월 31일에 별 피해 없이 전주성에 입성한다.
6월 2일, 조선 정부가 청나라에 진압군 파병을 요청했다는 소식이 동경에 전해진다. 무츠와 카와가미는 이미 준비한 대로 해병 수백 명과 1개 혼성여단 편성, 주조선 공사 오오토리 케이스케의 한성 복귀, 대본영 설치, 제5사단 동원령 등 전쟁을 위한 조치를 하기 시작한다. 이로써 무츠는 청일 전쟁의 방아쇠를 당긴다. 그러나 무츠 심복 몇을 제외하면 아무도, 심지어 이토 히로부미조차도 그 사실을 몰랐다. 조선에서는 동학군을 진압하러 내려온 홍계훈이 완산에 포대를 설치하고 전주성을 포격한다. 이 와중에 태조 이성계의 위패를 모신 경기전이 직격당해 박살나고, 국가적 성지를 더럽힌 이 행위에 전봉준은 분노한다. 하지만 6월 8일에 청국군 3천여 명이 아산에 상륙하고, 6월 10일에 오오토리 일본 공사가 해군육전대 400 명과 함께 한성에 귀환하자 위기감을 느낀 농민군과 정부군은 6월 11일에 전주 화약을 맺는다.
6월 말일, 부산포에서 분탕질을 치는 현양사 패거리를 만난 카노는 그들과 시비가 붙고, 젊은 우치다 료헤이와 대결해 간단히 그를 제압해 버린다. 한성에서 원세개와 회동한 오오토리는 동학당이 가라앉은 이상 군사행동을 할 필요가 없으니, 서로 파병을 중단하자는 것을 요청해 동의를 얻어낸다. 오오토리는 합의 내용을 무츠에게 전보로 알렸지만, 무츠와 카와가미는 전주 화약을 무시하고 그대로 혼성 제9여단 7천 여 명을 인천에 상륙시킨다. 이와모토 요시하루와 만난 카츠는 나라가 잘못 돌아가는 꼴을 가만히 두고 볼 수 없다며 청일 전쟁 개전에 강력한 반대 의사를 밝힌다.
무츠의 앞잡이 오카모토 류노스케가 대조선 공작을 꾸미기 위해 운현궁의 대원군과 접촉한다는 소식을 들은 카츠는 카노에게 오카모토를 처치하라는 지령을 내린다. 오카모토의 수행원들을 제압한 카노는 오카모토를 베려 하지만, 오카모토가 토쿠히로 얘기를 꺼내자 멈칫한다. 오카모토는 타케바시 폭동 당시 토쿠히로가 자신과 함께 주동 역할을 맡았다면서, 지금 자기를 베어도 무츠의 뜻을 꺾지는 못할 것이라고 한다. 고민하던 카노는 오카모토를 베지 않고 떠난다. 7월 23일 새벽, 일본군이 조선 대궐을 공격해 점령하고, 오카모토의 설득에 무응답으로 일관하던 대원군도 결국 지친 나머지 조선 땅을 넘보지 않을 것을 조건으로 협력을 약속한다. 7월 28일, 일본군이 아산에 주둔한 청군을 공격함으로써, 청일 전쟁의 막이 오른다.
아산 전투는 일본군의 압승으로 끝난다. 아산 앞바다에서는 청국군을 실은 수송함이 일본군에 의해 침몰되고, 8월 1일에 일본은 정식으로 대청 선전포고를 한다. 청나라는 평양에서 일본군을 영격하려 했지만, 격전 끝에 일본군이 승리하여 조선 땅에서 전황은 이미 결정나고 말았다. 황해에서도 북양함대의 주력함 네 척이 침몰한다. 메이지 천황은 이 전쟁을 매우 불쾌하게 생각하여 선전 조칙 발표를 촉구하는 궁내대신을 꾸짖었으나, 그러거나 말거나 무츠 일당은 대청 공작을 계속한다. 11월이 되자 전쟁터는 조선에서 청나라 직할령으로 옮겨가고, 일본군의 우세가 확실해진다.
카노는 전봉준을 다시 찾아가 광동의 손문에게 의탁하여 후일을 기약할 것을 제안하지만, 전봉준은 자신은 조선 사람으로서 죽겠다면서 거절한다. 전봉준은 카노에게 “나라의 이익과 민족의 형편을 넘어서는 올바른 길이 있음을 믿는가?”라고 작품 전체를 관통하는 화두를 던진다. 전봉준은 농민군을 이끌고 다시 한 번 궐기하지만, 이듬해 4월에 체포되어 사형당한다.
1895년, 일본군은 요하 하구의 영구 요새를 점령한다. 북양함대가 전멸하자 이홍장은 강화를 맺기 위해 시모노세키에 방일한다. 무츠와 이토는 수중의 패가 없는 이홍장을 쥐고 흔들었고, 최대한 유리한 방향으로 조약을 맺으려 했다. 같은 시각, 카노는 경응의숙 대학생 코야마 로쿠노스케를 꼬드겨 이홍장을 저격하게 한다. 뺨에 총을 맞은 이홍장은 경상에 그쳤지만, 각국 신문들이 일본을 야만국이라고 비난함으로써 무츠의 계획이 수틀리게 된다. 4월 17일, 조선을 ‘독립’시키고 요동반도를 일본에 할양하는 시모노세키 조약을 맺음으로써 회담은 종료된다. 그런데 요동 지역에 관심을 가진 러시아가 이의를 제기하고, 프랑스와 독일도 나서 삼국 간섭이 일어난다. 이로써 일본은 전쟁에는 승리했지만 외교적으로는 궁지에 몰리게 되었다.
이 와중에 건강이 악화된 무츠는 효고현의 별장에 칩거한다. 삼국 간섭으로 인한 외교 실패를 복기하던 무츠는 요시다 쇼인의 서찰 내용을 떠올리면서 자신은 틀리지 않았다고 되뇐다. 카노는 무츠에게 복수하기 위해 토리조와 함께 별장에 잠입하고, 동시에 미국에 갔다 온 카자마는 타키와 함께 무츠의 병문안을 온다. 음식에 수면제를 타 집안 사람들이 모두 잠든 사이, 카노는 칼을 들고 무츠에게 “그대가 가는 길은 왕도에서 어긋났고, 그대의 망국적 외교가 계속 설친다면 이 나라가 망할 것이다”라고 일갈한다. 무츠 역시 “누군가 확실한 패권을 잡지 않는다면, 아시아는 서구 열강을 이길 수 없다. 나 한 사람을 벤들 이제 와서 일본이 갈 길을 바꿀 수 없을 것이다”라고 받아친다. 카노가 무츠를 베려고 칼을 치켜든 순간, 권총을 든 카자마가 뛰어들어오고, 카노는 반사적으로 카자마의 심장을 찔러 버린다. 카자마의 총소리로 인해 집안 사람들이 깨어나 몰려오자, 카노는 눈물을 흘리는 타키와 쇠약해진 무츠를 남겨둔 채 별장을 떠난다.
1900년 6월 홍콩, 토리조와 함께 중국에 건너가 손문의 혁명 활동을 돕고 있던 카노에게 미야자키 토라조가 찾아와 타키의 안부를 전한다. 카노는 일본인 협력자들과 함께 삼주전 산채에서 삼주전 봉기를 준비한다. 그러나 애당초 지원을 약속한 일본 대만 총독부가 본국의 외교방침 변화로 원조를 할 수 없게 되고, 손문이 이 소식을 급히 카노에게 알리지만 이미 삼주전 산채는 청나라 정부군에게 포위당하고 만다. 타키와 카자마를 떠올리며 발사 명령을 내리는 카노의 죽음을 암시하면서 작품이 끝난다.

## 등장인물
주역들
카노 슈스케(加納周助)
죄수 105호. 이후 가명으로 사용하는 아이누 이름 쿠완(クワン→올곧은 자), 일본 이름 츠라누키 마히토(つらぬきまひと), 중국 이름 관진인(貫真人). 타케다 소카쿠·토쿠히로 마사테루를 만나면서 ‘왕도’에, 김옥균·전봉준·손문과 해후하며 범아시아주의에 눈을 뜬다.
카자마 이치타로(風間一太郎)
죄수 103호. 이후 가명으로 사용하는 아이누 이름 키무이(キムイ→꾀 많은 자), 일본 이름 타카라베 카즈마(たからべかずま). 홋카이도에 금광을 찾으러 온 사기꾼 타카라베를 죽이고 그 신분을 차지하고, 아이누 처녀 타키를 범하면서 ‘패도’에 눈을 뜬다. 후루카와 재벌에 빌붙어, 그 연줄으로 무츠 무네미츠의 심복이 된다.
무츠 무네미츠(陸奥宗光)
메이지 정부의 외무대신. 본작의 악의 축. 서양 열국과의 불평등 조약을 개정하기 위해서는 일본이 강국인 것을 과시할 필요가 있다고 생각하여 청나라와의 전면전쟁을 획책한다. 종전 교섭에서 수완을 발휘하지만 이홍장 암살 미수 사건으로 인해 정치적 양보를 강요받고, 건강이 악화되어 죽음을 앞두는 와중에 유럽 열강의 삼국 간섭에 직면한다.
타키(タキ)
아이누인 아가씨. 토쿠히로 마사테루와 결혼한 언니와 함께 살다가, 카자마의 뒤를 쫓아 고향을 뛰쳐나와 하코다테 유곽의 유녀가 된다. 카자마의 아내가 된 뒤 미국에 건너가 살다가 하코다테로 돌아와서 유애여고의 영어교사가 된다.
카츠 카이슈(勝海舟)
구 에도 막부의 신하이자 노정객. 카노를 정치적 유망주로 여겨 보호하고, 카노에게 신조 군함의 함장직을 맡겨 지원했다. 무츠 일당의 전쟁 획책을 세이난 전쟁 이래 최고의 실책이며, 일본의 백년 대계를 망치는 짓이라고 우려하고 있다. 내각 고관들이 모두 모인 진수식 자리에서 일본과 조선, 중국이 모두 이웃이니 사이좋게 지내야 한다고 역설한다.
김옥균(金玉均)
조선의 개혁파 정치가. 갑신정변의 실패로 인해 일본으로 망명했다. 일본 각지를 전전했으나 아무에게도 도움을 받지 못했고, 청나라의 이홍장과 만나기 위해 상하이로 건너갔다가 암살당한다.
카노 주변인
지로키치 토리조(酉蔵)
동경 출신의 전직 좀도둑. 감옥에 붙잡혀 가 유황 광산에서 노역을 하고 있었는데, 중간에 탈주하여 카노와 조우해 일행이 되었다. 이후 카노를 형님으로 모시며 끝까지 그 뒤를 따른다.
카노 슈헤이(加納周平)
카노의 친동생. 원래 카노 가문은 부농이었지만, 당주였던 부친이 사망한 뒤 몰락하고 있다.
와다 엔지로(和田延次郎)
김옥균을 호위하는 청년으로, 검도를 수행했다. 카노가 김옥균을 떠난 뒤에도, 김옥균이 죽을 때까지 그를 따른다.
홋카이도 관련자
니시테(ニシテ→강한 자)
아이누인 사냥꾼. 몸집이 큰 괴력의 소유자이지만 싸우는 것을 좋아하지 않는다. 아이누 처녀 치요(チヨ)와 결혼하려 했지만, 그녀가 부친의 빚 때문에 어장에 팔려가자 폭발하여 일본인을 때려죽이고 체포당한다.
키피히(キピヒ)
아이누인 노파. 일하러 나간 채 행방이 묘연해진 아들들을 위해 짓고 있던 옷을 카노와 카자마에게 선물했다.
타카라베 카즈마(財部数馬)
금맥을 찾아서 홋카이도로 온 야바위꾼. 원래 니혼마츠 번의 무사였다. 도망범 인생을 청산하려 한 카자마에게 살해당하고 신분을 도둑질당했다.
타케다 소카쿠(武田惣角)
대동류 합기유술 및 합기도의 시조. 우에시바 모리헤이의 스승. 홋카이도에서 우연히 만난 카노에게 자신의 합기도를 전수해 준다.
토쿠히로 마사테루(徳弘正輝)
전직 근위대 장교. 타케바시 폭동에 연루된 이후, 홋카이도로 옮겨 와서 농학자로서 홋카이도 개척에 힘쓴다. 아이누인 행세를 하던 카노의 정체를 알고 처음에는 정부 측의 밀정으로 여겼으나, 오해가 풀린 뒤 맹자의 말을 인용해 왕도에 입각한 정치의 중요성을 설파한다.
치치부 관련자
이이즈카 모리조(飯塚森蔵)
자유민권운동 격화사건 당시 곤민당의 2번 대대장을 맡는다. 후에 홋카이도에 건너가 타카라베와 함께 금맥을 찾는 야바위꾼이 되었다.
오치아이 토라이치(落合寅市)
자유민권운동 격화가선 당시 2번 부대대장을 맡는다. 당시 카노와 행동을 함께하고, 사건 이후 이타가키 다이스케에게 몸을 의탁하고 있었다. 오오이 켄타로 등의 테러 기도 사건에 연루되어 체포된다.
자유당원
오오이 켄타로(大井憲太郎)
급진적인 자유민권운동의 지도자. 1885년에 오사카 사건을 일으켜 금고형에 처해지지만, 1889년 특사로 출옥한다. 스스로의 정치적 야심을 이루기 위해 민중을 선동해 이용한, 비열한 인간으로 평가받는다.
카게야마 히데코(景山英子)
자유당의 여장사로서 오사카 사건에 연루되어 투옥된다. 후에 여자실업학교를 설립해 여성 교육에 종사한다.
메이지 정부 관련자
이토 히로부미(伊藤博文)
청일전쟁 당시 내각총리대신. 처음에는 신중론자였지만 무츠와 카와카미의 공작에 의해 개전을 결정한다.
오쿠마 시게노부(大隈重信)
제2대 외무대신. 1889년 10월 오쿠마 조약 개정안에 반발한 우익단체 현양사의 습격을 당해 오른쪽 다리가 날아간다.
이노우에 카오루(井上馨)
초대 외무장관. 불평등조약 개정을 위해 녹명관을 중심으로 한 유럽화 정책(녹명관 외교)를 추진하지만 실패당하고 무츠에게 면전에서 그 사실을 야유당한다.
오토리 게이스케(大鳥圭介)
주조선 일본 공사. 1893년 6월 천진조약에 따라 해병대 400명을 이끌고 한성에 주둔한다. 청나라 원세개와 협상이 성립되어 쌍방 철군이 합의되는 순간 정부정책이 뒤집혀 개전공작에 참여한다.
카와가미 소로쿠(川上操六)
육군 중장으로, 보직은 참모본부 차장. 무츠와 함께 청나라와의 전면전을 계획하여, 갑오농민전쟁 직후 한반도에 청나라 주둔군의 22배를 넘는 규모의 군대를 파병한다.
코다마 켄타로(児玉源太郎)
대만 총독. 손문의 삼주전 봉기 즈음해 군사 지원을 약속하지만, 일본 정부의 외교방침 전환에 의해 철회한다. 이로 인해 카노를 비롯한 삼주전 산채는 전멸을 당한다.
무츠 주변인
후루카와 이치베(古河市兵衛)
후루카와 재벌 설립자. 동광개발에 종사하며, 제1차 야마가타 내각하에서 무츠의 농상무대신 취임을 촉구했다. 그 와중 겸사겸사 일본 최초의 공해병 사건인 아시오 광독 사건의 원흉이 된다. 무츠의 차남을 양자로 맞았으며, 작중에서는 타카라베의 이름을 사칭하는 카자마를 무츠에게 만나게 해주는 연줄이 된다.
오카모토 류노스케(岡本柳之助)
전직 근위대 장교. 토쿠히로 등과 함께 타카바시 폭동을 일으켰다가 군에서 추방되어 관작이 박탈되었다. 그 뒤 무츠의 심복이 되어 청나라와 조선 사이의 공작을 수행한다. 후일 을미사변을 일으키는 것이 암시된다.
현양사
쿠루시마 츠네키(来島恒喜)
현양사의 일원. 외무대신 오오쿠마 시게노부에게 폭열탄을 투척하고 범행 직후 그 자리에서 칼로 자기 목을 긋고 자살한다.
우치다 료헤이(内田良平)
야쿠자의 전신인 현양사의 준재. 아직 젊다. 조선에서 카노에게 검으로 도전하지만 간단히 제압당한다. 후일 흑룡회를 조직해 제국주의의 첨병이 된다는 것이 암시된다.
미야자키 토라조(宮崎寅蔵)
구마모토 출신의 장사. 후일 신해혁명에 참여한다. 작중에서 카노에게 타키의 소식을 전한다.
기타 일본인
후쿠자와 유키치(福沢諭吉)
게이오 대학의 창시자. 원조를 요청하는 김옥균을 차갑게 대한다. ‘조선이나 아이누 같은 후진 민족은 선진 민족보다 열등하냐’는 카노의 물음에 ‘그러니까 학문을 통해 실력을 키우면 되지 않느냐’고 무책임한 소리만 하는 위선자로 묘사된다.
타나카 쇼조(田中正造)
중의원 의원. 아시오 구리광산 광독사건에 깊이 관여한다.
코야마 토요타로(小山豊太郎)
게이오 대학 학생. 카노에게 꼬드김 당해 시모노세키 조약을 위해 방일한 이홍장의 저격을 기도한다.
조선인
홍종우(洪鐘宇)
김옥균을 저격한 자객. 국왕의 명령에 의해 반역자를 토벌했다고 주장한다. 본작에서는 홍종우의 온건개화파 정치인으로서의 모습은 묘사되지 않는다.
전봉준(全琫準)
동학 북접의 지도자. 카노에게서 최신식 무기를 원조받고 갑오농민전쟁을 지도한다. 카노에게 중국으로 망명하여 손문을 만나 의탁할 것을 권유받지만 사양하고 정부군에게 잡혀 처형된다. 카노에게 “나라의 이익과 민족의 형편을 넘어서는 올바른 길이 있음을 믿는가?”라고 작품 전체를 관통하는 화두를 던진다.
홍계훈(洪啓薰)
동학 진압을 위해 출동한 조선 정부군 측 지휘관. 민비의 신임이 두텁다고 언급된다. 조선왕조의 시조 이성계의 성지(聖地)인 전주 완산에 자리잡고 포격을 가해 전봉준의 분노를 유발한다.
흥선대원군(興宣大院君)
조선의 국태공. 실각한 뒤 운현궁에 칩거중이다. 카츠 카이슈가 “대단한 인물”이라고 긍정적으로 평가한 몇 안되는 조선인. 오카모토 류노스케의 공작에 무응답으로 일관했으나, 결국 지친 나머지 조선 땅을 넘보지 않을 것을 조건으로 협력을 약속한다.
고종(高宗)
조선 왕국 제26대 국왕. 무능하고 소심한 왕으로 묘사된다.
민비(閔妃)
고종의 왕비. 재정이 어려운 와중에도 관등회와 불꽃놀이를 여는 등 사치스러운 생활을 계속해 원세개의 혈압을 상승시킨다. 김옥균의 시체를 능지처참하여 양화진에 걸어두어 운현궁의 대원군이 보게 하는 등, 표독하고 잔인한 왕비로 묘사된다.
중국인
손문(孫文)
신해혁명의 주인공. 주인공 카노 등의 도움을 얻어 혁명에 매진한다.
이홍장(李鴻章)
청나라의 실력자이자 북양함대 사령관. 청일전쟁 종전 후 전권대사로서 시모노세키 조약을 체결한다. 카노에게 동아시아 정세의 해결을 위해 김옥균에게 협력해 달라고 부탁받지만 오히려 조선측에게 김옥균을 팔아넘긴다. 분노한 카노는 코야마 토요타로를 조종해 이홍장을 저격한다.
원세개(袁世凱)
이홍장 휘하의 군벌. 중국의 차기 실력자로 촉망받는다. 임오군란과 갑신정변을 거치면서 조선에서 섭정을 하고 있다. 카츠 카이슈는 이홍장은 대단한 인물이지만, 원세개는 능력에 비해 야심이 큰 자라면서 경계해야 할 대상이라고 언급한다.

## 작중 사건 연표
| 1868년(몌이지 원년) 1월 보신 전쟁 개전 3월 오개조 서약문 게시 1869년(메이지 2년) 6월 판적봉환 8월 에조치를 홋카이도로 개칭, 11개 율령국으로 분할. 1871년(메이지 4년) 폐번치현 1872년(메이지 5년) 1월 신분을 황족, 화족, 사족, 평민으로 구분. 2월 진신호적, 2월 후쿠자와 유키치 『학문의 권장』 서편 출판 1873년(메이지 6년) 1월 징병령 공포 7월 지조개정조례 공포(이에 반대하여 민란 발생) 10월 메이지 6년 정변(사이고 타카모리, 에토 신페이, 고토 신지로, 이타가키 타이스케, 소에지마 타네오미 등 하야) 1874년(메이지 7년) 1월 민선의원설립건백서 태정관 좌원에 제출. 2월 사가의 난. 1875년(메이지 8년) 4월 입헌정체수립조서. 9월 강화도 사건. 1876년(메이지 9년) 2월 조일수호조약 체결. 10월 경신당의 난, 아키즈키의 난, 하기의 난. 1877년(메이지 10년) 2월 세이난 전쟁 개전. 5월 키도 타카요시 사망. 6월 입지사 설립. 1878년(메이지 11년) 5월 오쿠보 도시미치 암살 8월 타케바시 사건. 1879년(메이지 12년) 4월 우에키 에모리 『민권자유론』 발표 1880년(메이지 13년) 3월 국회기성동맹 결성. 4월 집회조례 제정. 5월 현양사 설립. 1881년(메이지 14년) 10월 국회개설칙유 발표 자유당 창당(당총리 이타가키 타이스케) 1882년(메이지 15년) 3월 입헌제정당 창당(당총재 후쿠치 겐이치로). 4월 이타가키 기후현에서 조난. 4월 입헌개진당 창당(당총리 오쿠마 시게노부). 7월 조선에서 임오군란. 10월 나카에 초민 『민약석해』 출간. 이 무렵(1882년-1884년) 자유민권운동 격화(후쿠시마 사건, 타카다 사건, 군마 사건, 카나산 사건, 치치부 사건, 이이다 사건 등). | 1884년(메이지 17년) 10월 자유당 해산, 동시기 치치부 사건. 12월 조선에서 갑신정변, 김옥균 쿠데타 실패하고 일본 망명. 12월 오쿠마 시게노부, 입헌개진당 해산. 1885년(메이지 18년) 11월 오오이 켄타로 등 오사카 사건(→ 주인공 카노 슈스케 체포). 10월 아시오 광독 사건 시작. 12월 내각제도 제정, 초대 내각총리대신 이토 히로부미 1887년(메이지 20년) 10월 카타오카 겐키치 등 삼대사건 건백운동. 12월 보안조례 공포(카타오카 켄키치, 호시 토오루, 나카에 초민 등 570명 도쿄에서 추방) 1888년(메이지 21년) 4월 쿠로다 키요타카 내각 성립 1889년(메이지 22년) 2월 제국헌법 발표. 중의원의원선거법(의원정수 300, 소선거구제), 귀족원령 공포. 이 해 가을, 주인공 카노 슈스케·카자마 이치타로, 홋카이도 카와카미 노역장에서 탈옥 10월 외무대신 오쿠마, 현양사의 쿠루시마 츠네키에게 외무성 앞에서 테러를 당함. 12월 제1차 야마가타 내각 성립. 1890년(메이지 23년) 1월 주미공사 무츠 무네미츠 귀국. 3월 카노 슈스케, 츠라누키 마히토로 개명. 김옥균의 경호원이 되어 상경했으나 간계에 빠져 수감. 6월 츠라누키 마히토, 출감하여 카츠 카이슈 문하로 들어가다. 7월 제1회 중의원의원 총선거 11월 제1회 제국의회 개회. 1891년(메이지 24년) 5월 오오츠 사건. 1894년(메이지 27년) 2월 고부 봉기. 동학농민운동 시작. 3월 김옥균 암살 사건. 5월 히가시혼간지에서 김옥균 장례식. 5월 31일 동학군 전주 점령. 제1대 제국의회 해산. 6월 2-5일 무츠 무네미츠, 어전회의에서 조선 파병 주장. 대본영 설치 및 제5사단에 동원령. 6월 11일 전봉준, 홍계훈과 전주화약. 6월 16일 일본군 제9혼성여단 인천 상륙. 7월 28일 청일전쟁 개전. 11월 동학군 재봉기. 1895년(메이지 28년) 3월 이홍장 저격사건. 4월 시모노세키 조약 체결. 전봉준 체포, 사형. 11월 삼국간섭. 1897년(메이지 30년) 8월 무츠 무네미츠 병사. 1900년(메이지 33년) 10월 삼주전 봉기. |

## 서지 정보
초판
- 야스히코 요시카즈(安彦良和) 저, 《왕도의 개》(王道の狗), 강담사(講談社) 미스터 매거진 KC(ミスターマガジンKC) 전6권
  - 제1권 1998년 6월 발행 ISBN 978-4-06-319941-3
  - 제2권 1998년 10월 발행 ISBN 978-4-06-333988-8
  - 제3권 1999년3월 발행 ISBN 978-4-06-334042-6
  - 제4권 1999년 8월 발행 ISBN 978-4-06-334211-6
  - 제5권 1999년 12월 발행 ISBN 978-4-06-334262-8
  - 제6권 2000년 3월 발행 ISBN 978-4-06-334287-1

개정증보판
- 야스히코 요시카즈(安彦良和) 저, 《왕도의 개》(王道の狗), 백천사(白泉社) 제트 코믹스(ジェッツコミックス) 전4권
  - 제1권 2004년 11월 29일 발행 ISBN 978-4-592-14221-8
  - 제2권 2004년 11월 29일 발행 ISBN 978-4-592-14222-5
  - 제3권 2005년 1월 28일 발행 ISBN 978-4-592-14223-2
  - 제4권 2005년 2월 28일 발행 ISBN 978-4-592-14224-9

한국어 번역판
- 야스히코 요시카즈(安彦良和) 저, 《왕도의 개》, 대원씨아이 미우 전4권(백천사 개정증보판을 정본으로 함)
  - 제1권 2012년 6월 29일 발행 ISBN 978-89-252-9955-6
  - 제2권 2012년 7월 30일 발행 ISBN 978-89-252-9959-4
  - 제3권 2012년 8월 31일 발행 ISBN 978-89-6725-295-3
  - 제4권 2012년 9월 26일 발행 ISBN 978-89-6725-296-0